# Олимпийский комитет Лихтенштейна
Олимпийский комитет Лихтенштейна (нем. Liechtensteinischer Olympischer Sportverband) — некоммерческая организация. Основана в 1935 году и официально признана МОК в том же году, которая представляет лихтенштейнских атлетов в Международном олимпийском комитете.
Штаб-квартира комитета расположена в городе Шан.